# Communauté de communes Beine-Bourgogne
Die Communauté de communes Beine-Bourgogne war ein französischer Gemeindeverband mit der Rechtsform einer Communauté de communes im Département Marne in der Region Grand Est. Sie wurde am 25. November 2003 gegründet und umfasste neun Gemeinden. Der Verwaltungssitz befand sich im Ort Witry-lès-Reims.

## Historische Entwicklung
Der Gemeindeverband wurde im Jahre 2013 von Communauté de communes de la Plaine de Bourgogne auf die aktuelle Bezeichnung umbenannt.
Der Gemeindeverband wurde am 1. Januar 2017 mit den Communautés de communes Vallée de la Suippe, Rives de la Suippe, Nord Champenois, Fismes Ardre et Vesle, Champagne Vesle und Vesle et Coteaux de la Montagne de Reims sowie Teilen der Communauté de communes Ardre et Châtillonnais zur neu gegründeten Communauté urbaine du Grand Reims zusammengeschlossen.

## Ehemalige Mitgliedsgemeinden
1. Beine-Nauroy
2. Berru
3. Bourgogne
4. Caurel
5. Fresne-lès-Reims
6. Lavannes
7. Nogent-l’Abbesse
8. Pomacle
9. Witry-lès-Reims